# 罗斯曼廊桥
罗斯曼廊桥（英語：Roseman Covered Bridge）是艾奥瓦州温特塞特的一座歷史悠久的廊桥，在小說《廊桥遗梦》及其改編電影中佔有重要地位，於1883年建在中河上，1992年進行了翻新。罗斯曼廊桥於1976年被列入國家史蹟名錄。